# Список авиационных дивизий военно-воздушных сил СССР (1941—1945)
Список авиационных дивизий военно-воздушных сил Красной Армии, Военно-морского флота, войск противовоздушной обороны страны и Гражданского воздушного флота Советского Союза — формирования (соединения, авиационные дивизии) авиации ВС Союза ССР, принимавших участие в военных (боевых) действиях в ходе Великой Отечественной войны и (или) Советско-японской войны.
Формирования дивизий приведены согласно соответствующим перечням, при этом надо иметь в виду, что многие из них по существу являются одним и тем же формированием, по определённым причинам поменявшее своё наименование, например 26-я дальнебомбардировочная авиационная дивизия → 1-я транспортная авиационная дивизия → 1-я авиационная дивизия дальнего действия → 1-я бомбардировочная авиационная дивизия. Некоторые дивизии также неоднократно переименовывались, как по роду сил (истребительные в штурмовые и тому подобное), так и по предназначению (ближне-, дальне-, ночные и тому подобное) сохраняя номер сил и эти формирования отдельно перечнями не оговорены. В таких случаях в таблице приведены их наименования или на конец боевых действий, или на момент прекращения существования дивизий. Все дивизии авиации дальнего действия прекратили своё существование в 1944 году в связи с передачей их в состав ВВС РККА, где они в том случае если их номер сил не был занят, сохранили свой прежний номер сил.

## Почётные звания и наименования, награды и именные наименования
Присвоенные почётные звания (Гвардия) и наименования, награды и именные наименования авиационным дивизиям, присваивались за мужество и героизм личного состава (так же получали новый № сил), участие в освобождении того или иного населённого пункта или группы населённых пунктов, освобождении географической области, форсировании крупных рек, преодолении крупных горных массивов (почётные наименования). Награды и почётные звания и наименования наследовались преемниками в случаях переименования, переформирования или преобразования первоначального соединения. В том случае, если дивизия награждалась орденом Суворова , орденом Кутузова или орденом Богдана Хмельницкого, степень ордена не приводится, так как дивизии всегда награждались только второй степенью ордена, исключая 12-ю гвардейскую истребительную авиационную дивизию, награждённую первой степенью ордена Богдана Хмельницкого. Именных наименований авиадивизиям в тот период времени не присваивали.

## Знаки в таблице
- Знаком  обозначены дивизии, которые имелись в составе вооружённых сил Союза на момент окончания Великой Отечественной войны или Советско-японской войны и принимали участие в боевых действиях в ходе той или иной войны.
- Знаком  обозначены авиадивизии, которые за боевые отличия в боях удостоены почётного звания — Гвардейская, получив новые № сил переименованы.
- Знаком  обозначены переименованные дивизии. Переименование авиационных дивизий происходило, как правило, в связи с тем, что наименование приводилось в соответствие с тем типом основных самолётов, которым была вооружена дивизия.
- Знаком  обозначены дивизии, которые были переформированы по другому штату, включая дивизии авиации дальнего действия, переданные в ВВС РККА, а также дивизии, обращённые на формирование иных частей и управлений частей.
- Знаком  обозначены дивизии, которые были расформированы. В отличие от дивизий сухопутных войск, расформирование дивизий в большинстве случаев происходило из-за организационно-штатных мероприятий, а не из-за уничтожения дивизии. Другими словами, в авиационной дивизии даже в отсутствие в её полках материальной части или даже лётного состава, по понятным причинам почти всегда сохранялись штаб и части обеспечения.

113-я авиационная дивизия дальнего действия не отмечена никак, поскольку передана в состав РККА в 1943 году, где она сохранила свой номер.
11-я штурмовая авиационная дивизия ВВС Черноморского флота передана на Балтийский флот и приведена в обоих перечнях.

## Перечень дивизий

### Авиационные дивизииВВСРККА

#### Бомбардировочные авиационные дивизии
Перечень включает в себя бомбардировочные, дальнебомбардировочные, ближнебомбардировочные, тяжёлые бомбардировочные и ночные бомбардировочные, транспортные авиационные дивизии, дивизии дальнего действия, включая гвардейские.
|  | Наименование | Судьба дивизии |
|  | --- | -------------- |
|  | 1-я транспортная авиационная дивизия                                                                                             |                |
|  | 1-я авиационная Сталинградская дивизия дальнего действия                                                                         |                |
|  | 1-я бомбардировочная авиационная Сталинградская Краснознамённая дивизия                                                          |                |
|  | 1-я ночная тяжёлая бомбардировочная авиационная дивизия                                                                          |                |
|  | 1-я школьная бомбардировочная авиационная дивизия                                                                                |                |
|  | 1-я гвардейская бомбардировочная авиационная Кировоградская Краснознамённая ордена Богдана Хмельницкого дивизия                  |                |
|  | 1-я гвардейская авиационная Орловская дивизия дальнего действия                                                                  |                |
|  | 2-я гвардейская бомбардировочная авиационная Севастопольско-Берлинская дивизия                                                   |                |
|  | 2-я гвардейская ночная бомбардировочная авиационная Сталинградская Краснознамённая дивизия                                       |                |
|  | 2-я гвардейская авиационная Севастопольская дивизия дальнего действия                                                            |                |
|  | 3-я авиационная дивизия дальнего действия                                                                                        |                |
|  | 3-я гвардейская бомбардировочная авиационная Смоленская орденов Суворова и Кутузова дивизия                                      |                |
|  | 3-я гвардейская авиационная Днепропетровская дивизия дальнего действия                                                           |                |
|  | 4-я гвардейская бомбардировочная авиационная Борисовская Краснознамённая дивизия                                                 |                |
|  | 4-я гвардейская авиационная Брянская дивизия дальнего действия                                                                   |                |
|  | 5-я гвардейская бомбардировочная авиационная Оршанская Краснознамённая ордена Кутузова дивизия                                   |                |
|  | 5-я гвардейская авиационная Гомельская дивизия дальнего действия                                                                 |                |
|  | 6-я гвардейская бомбардировочная авиационная Таганрогская Краснознамённая орденов Суворова и Кутузова дивизия                    |                |
|  | 6-я гвардейская авиационная Сталинградская дивизия дальнего действия                                                             |                |
|  | 7-я гвардейская бомбардировочная авиационная Севастопольско-Берлинская дивизия                                                   |                |
|  | 7-я гвардейская авиационная Севастопольская дивизия дальнего действия                                                            |                |
|  | 8-я гвардейская бомбардировочная авиационная Черкасская Краснознамённая ордена Суворова дивизия                                  |                |
|  | 8-я гвардейская авиационная Орловская дивизия дальнего действия                                                                  |                |
|  | 9-я гвардейская бомбардировочная авиационная Сталинградско-Речицкая Краснознамённая ордена Суворова дивизия                      |                |
|  | 9-я гвардейская авиационная Донбасская дивизия дальнего действия                                                                 |                |
|  | 11-я гвардейская бомбардировочная авиационная Орловско-Берлинская Краснознамённая дивизия                                        |                |
|  | 12-я бомбардировочная авиационная дивизия (1-го формирования)                                                                    |                |
|  | 12-я авиационная Мгинская дивизия дальнего действия                                                                              |                |
|  | 12-я бомбардировочная авиационная Мгинская Краснознамённая дивизия                                                               |                |
|  | 13-я бомбардировочная авиационная дивизия                                                                                        |                |
|  | 13-я гвардейская бомбардировочная авиационная Днепропетровско-Будапештская ордена Суворова дивизия                               |                |
|  | 14-я гвардейская бомбардировочная авиационная Брянско-Берлинская Краснознамённая дивизия                                         |                |
|  | 15-я гвардейская бомбардировочная авиационная Гомельская дивизия                                                                 |                |
|  | 16-я гвардейская бомбардировочная авиационная Сталинградская дивизия                                                             |                |
|  | 17-я авиационная дивизия дальнего действия                                                                                       |                |
|  | 18-я гвардейская бомбардировочная авиационная Орловско-Будапештская дивизия                                                      |                |
|  | 21-я гвардейская транспортная авиационная Порт-Артурская дивизия                                                                 |                |
|  | 22-я гвардейская бомбардировочная авиационная Донбасская Краснознамённая дивизия                                                 |                |
|  | 23-я тяжёлая бомбардировочная авиационная дивизия                                                                                |                |
|  | 24-я авиационная дивизия дальнего действия                                                                                       |                |
|  | 26-я дальнебомбардировочная авиационная дивизия                                                                                  |                |
|  | 30-я бомбардировочная авиационная Хинганская дивизия                                                                             |                |
|  | 33-я бомбардировочная авиационная Краснознамённая дивизия                                                                        |                |
|  | 34-я бомбардировочная авиационная Краснознамённая дивизия                                                                        |                |
|  | 35-я дальнебомбардировочная авиационная дивизия                                                                                  |                |
|  | 36-я авиационная Смоленская дивизия дальнего действия                                                                            |                |
|  | 36-я бомбардировочная авиационная Смоленская Краснознамённая дивизия                                                             |                |
|  | 40-я дальнебомбардировочная авиационная дивизия                                                                                  |                |
|  | 42-я дальнебомбардировочная авиационная дивизия                                                                                  |                |
|  | 45-я авиационная Гомельская дивизия дальнего действия                                                                            |                |
|  | 45-я тяжёлая бомбардировочная авиационная Гомельская дивизия                                                                     |                |
|  | 48-я дальнебомбардировочная авиационная дивизия                                                                                  |                |
|  | 48-я авиационная Рижская дивизия дальнего действия                                                                               |                |
|  | 48-я бомбардировочная авиационная Рижская дивизия                                                                                |                |
|  | 50-я дальнебомбардировочная авиационная дивизия                                                                                  |                |
|  | 50-я авиационная Крымская дивизия дальнего действия                                                                              |                |
|  | 50-я бомбардировочная авиационная Крымская Краснознамённая дивизия                                                               |                |
|  | 51-я дальнебомбардировочная авиационная дивизия                                                                                  |                |
|  | 52-я дальнебомбардировочная авиационная дивизия                                                                                  |                |
|  | 53-я авиационная Сталинградская дивизия дальнего действия                                                                        |                |
|  | 53-я бомбардировочная авиационная Сталинградская дивизия                                                                         |                |
|  | 54-я авиационная Орловская дивизия дальнего действия                                                                             |                |
|  | 54-я бомбардировочная авиационная Орловская дивизия                                                                              |                |
|  | 55-я бомбардировочная авиационная дивизия                                                                                        |                |
|  | 56-я авиационная Бреславльская дивизия истребителей дальнего действия                                                            |                |
|  | 62-я авиационная Орловская дивизия дальнего действия                                                                             |                |
|  | 81-я бомбардировочная авиационная дивизия                                                                                        |                |
|  | 83-я бомбардировочная авиационная дивизия                                                                                        |                |
|  | 113-я авиационная дивизия дальнего действия                                                                                      |                |
|  | 113-я бомбардировочная авиационная Ленинградская Краснознамённая дивизия                                                         |                |
|  | 132-я бомбардировочная авиационная Севастопольская дивизия                                                                       |                |
|  | 134-я дальнебомбардировочная авиационная дивизия                                                                                 |                |
|  | 179-я бомбардировочная авиационная дивизия                                                                                       |                |
|  | 183-я бомбардировочная авиационная Берлинская дивизия                                                                            |                |
|  | 188-я бомбардировочная авиационная Рижская дивизия                                                                               |                |
|  | 202-я бомбардировочная авиационная Средне-Донская Краснознамённая ордена Суворова дивизия имени Верховного Совета Татарской АССР |                |
|  | 204-я бомбардировочная авиационная дивизия                                                                                       |                |
|  | 208-я ночная ближнебомбардировочная авиационная Киевская Краснознамённая дивизия                                                 |                |
|  | 211-я ближнебомбардировочная авиационная дивизия                                                                                 |                |
|  | 213-я ночная бомбардировочная авиационная Витебская Краснознамённая орденов Суворова и Кутузова дивизия                          |                |
|  | 218-я ночная бомбардировочная авиационная Ясская Краснознамённая дивизия                                                         |                |
|  | 219-я бомбардировочная авиационная Ченстоховская орденов Суворова и Кутузова дивизия                                             |                |
|  | 221-я бомбардировочная авиационная Бахмачская ордена Суворова дивизия                                                            |                |
|  | 222-я дальнебомбардировочная авиационная дивизия                                                                                 |                |
|  | 222-я авиационная Орловская дивизия дальнего действия                                                                            |                |
|  | 223-я ближнебомбардировочная авиационная дивизия                                                                                 |                |
|  | 241-я бомбардировочная авиационная Речицкая ордена Кутузова дивизия                                                              |                |
|  | 242-я ночная бомбардировочная авиационная Люблинская Краснознамённая ордена Суворова дивизия                                     |                |
|  | 244-я бомбардировочная авиационная Лозовская Краснознамённая ордена Богдана Хмельницкого дивизия                                 |                |
|  | 247-я бомбардировочная авиационная дивизия                                                                                       |                |
|  | 260-я бомбардировочная авиационная дивизия                                                                                       |                |
|  | 262-я ночная бомбардировочная авиационная Лозовская Краснознамённая ордена Кутузова дивизия                                      |                |
|  | 263-я бомбардировочная авиационная дивизия                                                                                       |                |
|  | 270-я бомбардировочная авиационная дивизия                                                                                       |                |
|  | 271-я ночная бомбардировочная авиационная Сталинградско-Речицкая дивизия                                                         |                |
|  | 272-я ночная бомбардировочная авиационная дивизия                                                                                |                |
|  | 276-я бомбардировочная авиационная Гатчинская дважды Краснознамённая орденов Суворова и Кутузова дивизия                         |                |
|  | 280-я бомбардировочная авиационная дивизия                                                                                       |                |
|  | 284-я ночная бомбардировочная авиационная Новосокольническая дивизия                                                             |                |
|  | 285-я бомбардировочная авиационная дивизия                                                                                       |                |
|  | 293-я бомбардировочная авиационная Черкасская дивизия                                                                            |                |
|  | 301-я бомбардировочная авиационная Гомельская ордена Кутузова дивизия                                                            |                |
|  | 304-я бомбардировочная авиационная дивизия                                                                                       |                |
|  | 312-я ночная бомбардировочная авиационная Знаменская ордена Суворова дивизия                                                     |                |
|  | 313-я ночная ближнебомбардировочная авиационная Бежицкая дивизия                                                                 |                |
|  | 314-я ночная бомбардировочная авиационная Полоцкая Краснознамённая ордена Кутузова дивизия                                       |                |
|  | 321-я бомбардировочная авиационная дивизия                                                                                       |                |
|  | 325-я ночная бомбардировочная авиационная Осовецкая Краснознамённая ордена Суворова дивизия                                      |                |
|  | 326-я ночная бомбардировочная авиационная Тарнопольская дивизия                                                                  |                |
|  | 326-я бомбардировочная авиационная Тарнопольская ордена Кутузова дивизия                                                         |                |
|  | 327-я бомбардировочная авиационная Гданьская дивизия                                                                             |                |
|  | 334-я бомбардировочная авиационная Ленинградская Краснознамённая ордена Суворова дивизия                                         |                |

#### Авиационные и смешанные дивизии
Перечень включает в себя смешанные авиационные дивизии и авиационные дивизии, чей род войск не определён.
|  | Наименование                                                           | Судьба дивизии |
|  | ---------------------------------------------------------------------- | -------------- |
|  | 1-я смешанная авиационная дивизия                                      |                |
|  | 1-я гвардейская смешанная авиационная Свирская Краснознамённая дивизия |                |
|  | 2-я смешанная авиационная дивизия                                      |                |
|  | 4-я смешанная авиационная дивизия                                      |                |
|  | 5-я смешанная авиационная дивизия                                      |                |
|  | 6-я смешанная авиационная дивизия (1-го формирования)                  |                |
|  | 6-я смешанная авиационная дивизия (2-го формирования)                  |                |
|  | 7-я смешанная авиационная дивизия                                      |                |
|  | 8-я смешанная авиационная дивизия                                      |                |
|  | 9-я смешанная авиационная дивизия                                      |                |
|  | 10-я смешанная авиационная дивизия                                     |                |
|  | 11-я смешанная авиационная дивизия                                     |                |
|  | 12-я смешанная авиационная дивизия                                     |                |
|  | 14-я авиационная дивизия                                               |                |
|  | 15-я смешанная авиационная дивизия                                     |                |
|  | 16-я авиационная дивизия                                               |                |
|  | 17-я авиационная дивизия                                               |                |
|  | 18-я авиационная дивизия                                               |                |
|  | 19-я авиационная дивизия                                               |                |
|  | 20-я смешанная авиационная дивизия                                     |                |
|  | 21-я смешанная авиационная дивизия                                     |                |
|  | 22-я авиационная дивизия                                               |                |
|  | 23-я смешанная авиационная дивизия                                     |                |
|  | 28-я авиационная дивизия                                               |                |
|  | 31-я смешанная авиационная дивизия                                     |                |
|  | 38-я смешанная авиационная дивизия                                     |                |
|  | 41-я авиационная дивизия                                               |                |
|  | 43-я смешанная авиационная дивизия                                     |                |
|  | 45-я смешанная авиационная дивизия                                     |                |
|  | 46-я авиационная дивизия                                               |                |
|  | 47-я смешанная авиационная дивизия                                     |                |
|  | 55-я смешанная авиационная дивизия                                     |                |
|  | 56-я авиационная дивизия                                               |                |
|  | 57-я смешанная авиационная дивизия                                     |                |
|  | 60-я смешанная авиационная дивизия                                     |                |
|  | 61-я авиационная дивизия                                               |                |
|  | 62-я авиационная дивизия                                               |                |
|  | 63-я авиационная дивизия                                               |                |
|  | 64-я авиационная дивизия                                               |                |
|  | 65-я авиационная дивизия                                               |                |
|  | 66-я авиационная дивизия                                               |                |
|  | 71-я авиационная дивизия                                               |                |
|  | 73-я смешанная авиационная дивизия                                     |                |
|  | 74-я смешанная авиационная дивизия                                     |                |
|  | 75-я авиационная дивизия                                               |                |
|  | 76-я авиационная дивизия                                               |                |
|  | 77-я авиационная дивизия                                               |                |
|  | 90-я авиационная дивизия                                               |                |
|  | 91-я авиационная дивизия                                               |                |
|  | 92-я авиационная дивизия                                               |                |
|  | 103-я авиационная дивизия                                              |                |
|  | 128-я авиационная дивизия                                              |                |
|  | 133-я авиационная дивизия                                              |                |
|  | 135-я смешанная авиационная дивизия                                    |                |
|  | 140-я авиационная дивизия                                              |                |
|  | 146-я авиационная дивизия                                              |                |
|  | 203-я смешанная авиационная дивизия                                    |                |
|  | 204-я смешанная авиационная дивизия                                    |                |
|  | 207-я смешанная авиационная дивизия                                    |                |
|  | 208-я смешанная авиационная дивизия                                    |                |
|  | 211-я смешанная авиационная дивизия                                    |                |
|  | 212-я смешанная авиационная дивизия                                    |                |
|  | 215-я смешанная авиационная дивизия                                    |                |
|  | 216-я смешанная авиационная дивизия                                    |                |
|  | 255-я смешанная авиационная Сахалинская дивизия                        |                |
|  | 257-я смешанная авиационная Свирская дивизия                           |                |
|  | 258-я смешанная авиационная Свирская дивизия                           |                |
|  | 260-я смешанная авиационная Свирская дивизия                           |                |
|  | 261-я смешанная авиационная дивизия                                    |                |
|  | 280-я смешанная авиационная Островская дивизия                         |                |

#### Штурмовые авиационные дивизии
Перечень включает в себя штурмовые авиационные дивизии, включая гвардейские.
|  | Наименование | Судьба дивизии |
|  | --- | -------------- |
|  | 1-я гвардейская штурмовая авиационная Сталинградская ордена Ленина дважды Краснознамённая орденов Суворова и Кутузова дивизия |                |
|  | 2-я гвардейская штурмовая авиационная Черниговско-Речицкая ордена Ленина Краснознамённая ордена Суворова дивизия              |                |
|  | 3-я гвардейская штурмовая авиационная Валдайско-Ковельская Краснознамённая ордена Суворова дивизия                            |                |
|  | 4-я гвардейская штурмовая авиационная Киевская Краснознамённая ордена Кутузова дивизия                                        |                |
|  | 5-я гвардейская штурмовая авиационная Запорожская Краснознамённая ордена Суворова дивизия                                     |                |
|  | 6-я гвардейская штурмовая авиационная Запорожская дважды Краснознамённая орденов Суворова и Богдана Хмельницкого дивизия      |                |
|  | 7-я гвардейская штурмовая авиационная Дебреценская Краснознамённая дивизия                                                    |                |
|  | 8-я гвардейская штурмовая авиационная Полтавская Краснознамённая ордена Богдана Хмельницкого дивизия                          |                |
|  | 9-я гвардейская штурмовая авиационная Красноградская Краснознамённая ордена Суворова дивизия                                  |                |
|  | 10-я гвардейская штурмовая авиационная Воронежско-Киевская Краснознамённая орденов Суворова и Кутузова дивизия                |                |
|  | 11-я гвардейская штурмовая авиационная Нежинская Краснознамённая ордена Суворова дивизия                                      |                |
|  | 12-я гвардейская штурмовая авиационная Рославльская Краснознамённая ордена Богдана Хмельницкого дивизия                       |                |
|  | 15-я гвардейская штурмовая авиационная Сталинградская Краснознамённая дивизия                                                 |                |
|  | 96-я штурмовая авиационная Амурская дивизия                                                                                   |                |
|  | 96-я штурмовая авиационная Амурская дивизия                                                                                   |                |
|  | 136-я штурмовая авиационная Нижнеднестровская ордена Суворова дивизия                                                         |                |
|  | 182-я штурмовая авиационная Тильзитская орденов Суворова и Кутузова дивизия                                                   |                |
|  | 189-я штурмовая авиационная Нижнеднестровская ордена Суворова дивизия                                                         |                |
|  | 196-я штурмовая авиационная Жлобинская Краснознамённая дивизия                                                                |                |
|  | 197-я штурмовая авиационная Демблинская Краснознамённая дивизия                                                               |                |
|  | 198-я штурмовая авиационная Варшавская Краснознамённая дивизия                                                                |                |
|  | 199-я штурмовая авиационная Слонимская Краснознамённая дивизия                                                                |                |
|  | 206-я штурмовая авиационная Мелитопольская Краснознамённая дивизия                                                            |                |
|  | 211-я штурмовая авиационная Невельская ордена Ленина дважды Краснознамённая ордена Суворова дивизия                           |                |
|  | 212-я штурмовая авиационная дивизия                                                                                           |                |
|  | 214-я штурмовая авиационная Керченская дивизия                                                                                |                |
|  | 224-я штурмовая авиационная Жмеринская Краснознамённая дивизия                                                                |                |
|  | 225-я штурмовая авиационная Рижская дивизия                                                                                   |                |
|  | 226-я штурмовая авиационная дивизия                                                                                           |                |
|  | 227-я штурмовая авиационная Бердичевская Краснознамённая дивизия                                                              |                |
|  | 228-я штурмовая авиационная дивизия                                                                                           |                |
|  | 230-я штурмовая авиационная Кубанская Краснознамённая ордена Суворова дивизия                                                 |                |
|  | 231-я штурмовая авиационная Рославльская дивизия                                                                              |                |
|  | 232-я штурмовая авиационная дивизия                                                                                           |                |
|  | 233-я штурмовая авиационная Ярцевская Краснознамённая ордена Суворова дивизия                                                 |                |
|  | 238-я штурмовая авиационная дивизия                                                                                           |                |
|  | 243-я штурмовая авиационная дивизия                                                                                           |                |
|  | 248-я штурмовая авиационная Порт-Артурская дивизия                                                                            |                |
|  | 251-я штурмовая авиационная Краснознамённая дивизия                                                                           |                |
|  | 252-я штурмовая авиационная Краснознамённая дивизия                                                                           |                |
|  | 253-я штурмовая авиационная Амурская дивизия                                                                                  |                |
|  | 260-я штурмовая авиационная Свирская Краснознамённая ордена Суворова дивизия                                                  |                |
|  | 261-я штурмовая авиационная Свирская ордена Суворова дивизия                                                                  |                |
|  | 264-я штурмовая авиационная Киевская Краснознамённая дивизия                                                                  |                |
|  | 266-я штурмовая авиационная Полтавская дивизия                                                                                |                |
|  | 267-я штурмовая авиационная дивизия                                                                                           |                |
|  | 277-я штурмовая авиационная Красносельская Краснознамённая орденов Суворова и Кутузова дивизия                                |                |
|  | 281-я штурмовая авиационная Новгородская Краснознамённая дивизия                                                              |                |
|  | 289-я штурмовая авиационная Никопольская Краснознамённая дивизия                                                              |                |
|  | 290-я штурмовая авиационная дивизия                                                                                           |                |
|  | 291-я штурмовая авиационная Воронежско-Киевская дивизия                                                                       |                |
|  | 292-я штурмовая авиационная Красноградская дивизия                                                                            |                |
|  | 299-я штурмовая авиационная Нежинская Краснознамённая ордена Суворова дивизия                                                 |                |
|  | 300-я штурмовая авиационная Томашувская ордена Суворова дивизия                                                               |                |
|  | 305-я штурмовая авиационная Павлоградская Краснознамённая дивизия                                                             |                |
|  | 306-я штурмовая авиационная Нижнеднепровская Краснознамённая ордена Суворова дивизия                                          |                |
|  | 307-я штурмовая авиационная Лидская Краснознамённая ордена Суворова дивизия                                                   |                |
|  | 308-я штурмовая авиационная Краковская Краснознамённая ордена Суворова дивизия                                                |                |
|  | 311-я штурмовая авиационная Молодечненская Краснознамённая дивизия                                                            |                |
|  | 316-я штурмовая авиационная Мукденская дивизия                                                                                |                |
|  | 332-я штурмовая авиационная Витебская Краснознамённая дивизия                                                                 |                |
|  | 335-я штурмовая авиационная Витебская ордена Ленина Краснознамённая ордена Суворова дивизия                                   |                |

#### Истребительные авиационные дивизии
Перечень включает в себя истребительные авиационные дивизии, включая гвардейские.
|  | Наименование | Судьба дивизии |
|  | --- | -------------- |
|  | 1-я гвардейская истребительная авиационная Сталинградско-Берлинская Краснознамённая дивизия                                          |                |
|  | 3-я истребительная авиационная дивизия                                                                                               |                |
|  | 3-я гвардейская истребительная авиационная Брянская Краснознамённая ордена Суворова дивизия                                          |                |
|  | 4-я гвардейская истребительная авиационная Оршанская Краснознамённая ордена Суворова дивизия                                         |                |
|  | 5-я гвардейская истребительная авиационная Валдайская Краснознамённая ордена Кутузова дивизия                                        |                |
|  | 6-я гвардейская истребительная авиационная Донская-Сегедская Краснознамённая ордена Суворова дивизия                                 |                |
|  | 7-я гвардейская истребительная авиационная Ржевская Краснознамённая орденов Суворова и Кутузова дивизия                              |                |
|  | 8-я истребительная авиационная дивизия                                                                                               |                |
|  | 8-я гвардейская истребительная авиационная Киевская Краснознамённая орденов Суворова и Богдана Хмельницкого дивизия                  |                |
|  | 9-я гвардейская истребительная авиационная Мариупольско-Берлинская ордена Ленина Краснознамённая ордена Богдана Хмельницкого дивизия |                |
|  | 10-я гвардейская истребительная авиационная Сталинградская Краснознамённая ордена Суворова дивизия                                   |                |
|  | 11-я гвардейская истребительная авиационная Днепропетровская Краснознамённая ордена Богдана Хмельницкого дивизия                     |                |
|  | 12-я гвардейская истребительная авиационная Знаменская Краснознамённая ордена Богдана Хмельницкого дивизия                           |                |
|  | 13-я гвардейская истребительная авиационная Полтавско-Александрийская Краснознамённая ордена Кутузова дивизия                        |                |
|  | 14-я гвардейская истребительная авиационная Кировоградско-Будапештская Краснознамённая ордена Суворова дивизия                       |                |
|  | 15-я гвардейская истребительная авиационная Сталинградская Краснознамённая ордена Богдана Хмельницкого дивизия                       |                |
|  | 16-я гвардейская истребительная авиационная Свирская Краснознамённая дивизия                                                         |                |
|  | 22-я гвардейская истребительная авиационная Кировоградская ордена Ленина Краснознамённая ордена Кутузова дивизия                     |                |
|  | 23-я гвардейская истребительная авиационная Черкасская Краснознамённая ордена Богдана Хмельницкого дивизия                           |                |
|  | 24-я истребительная авиационная дивизия                                                                                              |                |
|  | 25-я истребительная авиационная дивизия                                                                                              |                |
|  | 27-я истребительная авиационная дивизия                                                                                              |                |
|  | 29-я истребительная авиационная Амурская дивизия                                                                                     |                |
|  | 32-я истребительная авиационная Краснознамённая дивизия                                                                              |                |
|  | 38-я истребительная авиационная дивизия                                                                                              |                |
|  | 39-я истребительная авиационная дивизия                                                                                              |                |
|  | 43-я истребительная авиационная дивизия                                                                                              |                |
|  | 44-я истребительная авиационная дивизия                                                                                              |                |
|  | 54-я истребительная авиационная дивизия                                                                                              |                |
|  | 59-я истребительная авиационная дивизия                                                                                              |                |
|  | 72-я истребительная авиационная дивизия                                                                                              |                |
|  | 129-я истребительная авиационная Кенигсбергская ордена Кутузова дивизия                                                              |                |
|  | 130-я истребительная авиационная Инстербургская ордена Суворова дивизия                                                              |                |
|  | 135-я истребительная авиационная дивизия                                                                                             |                |
|  | 181-я истребительная авиационная Ченстоховская ордена Кутузова дивизия                                                               |                |
|  | 185-я истребительная авиационная дивизия                                                                                             |                |
|  | 190-я истребительная авиационная Полоцкая Краснознамённая ордена Кутузова дивизия                                                    |                |
|  | 193-я истребительная авиационная Демблинская ордена Суворова дивизия                                                                 |                |
|  | 194-я истребительная авиационная дивизия                                                                                             |                |
|  | 201-я истребительная авиационная Сталинградская дивизия                                                                              |                |
|  | 202-я истребительная авиационная дивизия                                                                                             |                |
|  | 203-я истребительная авиационная Знаменская дивизия                                                                                  |                |
|  | 205-я истребительная авиационная Кировоградская дивизия                                                                              |                |
|  | 206-я истребительная авиационная дивизия                                                                                             |                |
|  | 209-я истребительная авиационная дивизия (1-го формирования)                                                                         |                |
|  | 209-я истребительная авиационная дивизия (2-го формирования)                                                                         |                |
|  | 210-я истребительная авиационная дивизия (1-го формирования)                                                                         |                |
|  | 210-я истребительная авиационная дивизия (2-го формирования)                                                                         |                |
|  | 215-я истребительная авиационная Танненбергская Краснознамённая дивизия                                                              |                |
|  | 216-я истребительная авиационная дивизия                                                                                             |                |
|  | 217-я истребительная авиационная дивизия                                                                                             |                |
|  | 220-я истребительная авиационная дивизия                                                                                             |                |
|  | 229-я истребительная авиационная Таманская Краснознамённая дивизия                                                                   |                |
|  | 234-я истребительная авиационная Мозырская ордена Суворова дивизия                                                                   |                |
|  | 235-я истребительная авиационная Сталинградская дивизия                                                                              |                |
|  | 236-я истребительная авиационная Львовская Краснознамённая дивизия                                                                   |                |
|  | 237-я истребительная авиационная дивизия                                                                                             |                |
|  | 239-я истребительная авиационная дивизия                                                                                             |                |
|  | 240-я истребительная авиационная Невельская Краснознамённая ордена Суворова дивизия                                                  |                |
|  | 245-я истребительная авиационная Порт-Артурская дивизия                                                                              |                |
|  | 246-я истребительная авиационная Мукденская дивизия                                                                                  |                |
|  | 249-я истребительная авиационная Краснознамённая дивизия                                                                             |                |
|  | 250-я истребительная авиационная Краснознамённая дивизия                                                                             |                |
|  | 254-я истребительная авиационная Амурская дивизия                                                                                    |                |
|  | 256-я истребительная авиационная Киевская Краснознамённая орденов Суворова и Богдана Хмельницкого дивизия                            |                |
|  | 257-я истребительная авиационная Свирская дивизия                                                                                    |                |
|  | 258-я истребительная авиационная дивизия                                                                                             |                |
|  | 259-я истребительная авиационная Городокская ордена Ленина Краснознамённая ордена Суворова дивизия                                   |                |
|  | 263-я истребительная авиационная дивизия                                                                                             |                |
|  | 266-я истребительная авиационная дивизия                                                                                             |                |
|  | 268-я истребительная авиационная дивизия                                                                                             |                |
|  | 259-я истребительная авиационная Новгородская Краснознамённая дивизия                                                                |                |
|  | 273-я истребительная авиационная Гомельская ордена Суворова дивизия                                                                  |                |
|  | 274-я истребительная авиационная дивизия                                                                                             |                |
|  | 275-я истребительная авиационная Пушкинская Краснознамённая дивизия                                                                  |                |
|  | 278-я истребительная авиационная Сибирско-Сталинская Краснознамённая ордена Суворова дивизия                                         |                |
|  | 279-я истребительная авиационная Краснознамённая дивизия                                                                             |                |
|  | 282-я истребительная авиационная Гомельская Краснознамённая ордена Суворова дивизия                                                  |                |
|  | 283-я истребительная авиационная Камышинская Краснознамённая ордена Суворова дивизия                                                 |                |
|  | 284-я истребительная авиационная дивизия                                                                                             |                |
|  | 286-я истребительная авиационная Нежинская Краснознамённая ордена Суворова дивизия                                                   |                |
|  | 287-я истребительная авиационная дивизия                                                                                             |                |
|  | 288-я истребительная авиационная Павлоградско-Венская Краснознамённая ордена Суворова дивизия                                        |                |
|  | 294-я истребительная авиационная Полтавско-Александрийская дивизия                                                                   |                |
|  | 295-я истребительная авиационная Новомосковская Краснознамённая ордена Кутузова дивизия                                              |                |
|  | 296-я истребительная авиационная дивизия                                                                                             |                |
|  | 302-я истребительная авиационная Кировоградская дивизия                                                                              |                |
|  | 303-я истребительная авиационная Смоленская Краснознамённая дивизия                                                                  |                |
|  | 304-я истребительная авиационная Черкасская дивизия                                                                                  |                |
|  | 309-я истребительная авиационная Смоленская Краснознамённая дивизия                                                                  |                |
|  | 315-я истребительная авиационная Рижская дивизия                                                                                     |                |
|  | 322-я истребительная авиационная Минская Краснознамённая ордена Суворова дивизия                                                     |                |
|  | 323-я истребительная авиационная Барановичская Краснознамённая ордена Суворова дивизия                                               |                |
|  | 324-я истребительная авиационная Свирская Краснознамённая дивизия                                                                    |                |
|  | 329-я истребительная авиационная Керченская Краснознамённая дивизия                                                                  |                |
|  | 330-я истребительная авиационная Островская дивизия                                                                                  |                |
|  | 331-я истребительная авиационная Львовская дивизия                                                                                   |                |
|  | 336-я истребительная авиационная Ковельская Краснознамённая дивизия                                                                  |                |

### Авиационные дивизии ВМФ

#### Балтийский флот
|  | Наименование                                                                | Судьба дивизии |
|  | --------------------------------------------------------------------------- | -------------- |
|  | 1-я гвардейская истребительная авиационная Выборгская дивизия               |                |
|  | 8-я минно-торпедная авиационная Гатчинская Краснознамённая дивизия          |                |
|  | 9-я штурмовая авиационная Ропшинская Краснознамённая ордена Ушакова дивизия |                |
|  | 11-я штурмовая авиационная Новороссийская дважды Краснознамённая дивизия    |                |

#### Северный флот
|  | Наименование                                                         | Судьба дивизии |
|  | -------------------------------------------------------------------- | -------------- |
|  | 5-я минно-торпедная авиационная Киркенесская Краснознамённая дивизия |                |
|  | 6-я истребительная авиационная Печенгская Краснознамённая дивизия    |                |
|  | 14-я смешанная авиационная Краснознамённая дивизия                   |                |

#### Тихоокеанский флот
|  | Наименование                                                                           | Судьба дивизии |
|  | -------------------------------------------------------------------------------------- | -------------- |
|  | 2-я минно-торпедная Рананская Краснознамённая авиационная дивизия имени Н.А. Острякова |                |
|  | 7-я истребительная авиационная дивизия                                                 |                |
|  | 10-я авиационная Сейсинская Краснознамённая дивизия пикирующих бомбардировщиков        |                |
|  | 12-я штурмовая авиационная дивизия                                                     |                |
|  | 15-я смешанная авиационная дивизия                                                     |                |
|  | 16-я смешанная авиационная дивизия                                                     |                |

#### Черноморский флот
|  | Наименование                                                                            | Судьба дивизии |
|  | --------------------------------------------------------------------------------------- | -------------- |
|  | 1-я минно-торпедная авиационная дивизия                                                 |                |
|  | 2-я гвардейская минно-торпедная Севастопольская авиационная дивизия имени Н.А. Токарева |                |
|  | 4-я истребительная авиационная дивизия                                                  |                |
|  | 11-я штурмовая Новороссийская авиационная дивизия                                       |                |
|  | 13-я авиационная Севастопольская дивизия пикирующих бомбардировщиков                    |                |

### Авиационные дивизии ПВО
|  | Наименование                                                                      | Судьба дивизии |
|  | --------------------------------------------------------------------------------- | -------------- |
|  | 2-я гвардейская истребительная авиационная Сталинградская Краснознамённая дивизия |                |
|  | 36-я истребительная авиационная дивизия                                           |                |
|  | 101-я истребительная авиационная дивизия                                          |                |
|  | 102-я истребительная авиационная дивизия                                          |                |
|  | 104-я истребительная авиационная дивизия                                          |                |
|  | 105-я истребительная авиационная дивизия                                          |                |
|  | 106-я истребительная авиационная дивизия                                          |                |
|  | 122-я истребительная авиационная Печенгская дивизия                               |                |
|  | 123-я истребительная авиационная дивизия                                          |                |
|  | 124-я истребительная авиационная дивизия                                          |                |
|  | 125-я истребительная авиационная дивизия                                          |                |
|  | 126-я истребительная авиационная дивизия                                          |                |
|  | 127-я истребительная авиационная дивизия                                          |                |
|  | 141-я истребительная авиационная дивизия                                          |                |
|  | 142-я истребительная авиационная дивизия                                          |                |
|  | 144-я истребительная авиационная дивизия                                          |                |
|  | 146-я истребительная авиационная дивизия                                          |                |
|  | 148-я истребительная авиационная дивизия                                          |                |
|  | 298-я истребительная авиационная дивизия                                          |                |
|  | 310-я истребительная авиационная дивизия                                          |                |
|  | 317-я истребительная авиационная дивизия                                          |                |
|  | 318-я истребительная авиационная дивизия                                          |                |
|  | 319-я истребительная авиационная дивизия                                          |                |
|  | 320-я истребительная авиационная дивизия                                          |                |
|  | 328-я истребительная авиационная дивизия                                          |                |

### Авиационные дивизии ГВФ
Приведены дивизии из числа Гражданского воздушного флота, которые находились в составе действующей армии. В таблице не приведена 1-я перегоночная авиационная Краснознамённая дивизия ГВФ, поскольку она не входила в состав Действующей армии.
|  | Наименование                                             | Судьба дивизии |
|  | -------------------------------------------------------- | -------------- |
|  | 1-я авиационная транспортная дивизия ГВФ                 |                |
|  | 10-я гвардейская авиационная транспортная дивизия ГВФ    |                |
|  | 3-я особая авиационная Краснознамённая дивизия связи ГВФ |                |

## См.также
- Список общевойсковых армий вооружённых сил СССР (1941—1945)
- Список стрелковых, горнострелковых, мотострелковых, механизированных и воздушно-десантных дивизий РККА, дивизий НКВД (1941-1945)
- Список кавалерийских, танковых и артиллерийских дивизий РККА (1941-1945)